# Euphyia santaria
Euphyia santaria är en fjärilsart som beskrevs av Jones 1921. Euphyia santaria ingår i släktet Euphyia och familjen mätare. Inga underarter finns listade i Catalogue of Life.